# Danh sách nhân vật trong Thần đồng Đất Việt
Dưới đây là danh sách chi tiết các nhân vật nổi bật trong bộ truyện tranh Thần đồng Đất Việt:

## Nhân vật chính

### Trạng Tí - Lê Tí - Tí sún
Cậu là nhân vật chính trong tập chuyện. Tí là một người khiêm tốn và chính trực. Mặt mũi khôi ngô, sáng sủa và hiền lành, rất được các bạn gái cùng lứa quý mến,đặc biệt là Sửu Ẹo. Mặc dù gia đình nghèo, Tí vẫn giữ được sự giản dị và đức tính của nông dân Việt Nam, không tham lam tiền bạc, thanh liêm, chính trực, có tài quân sự và tầm nhìn xa. Nhiều lần, Tí đã cứu làng Phan Thị (qua tập 34 dê đực có chửa) và cả triều đình Đại Việt trong nhiều tình huống khó khăn bằng tài trí của mình (qua tập 79 Lục đậu cứu nguy). Cậu đã đỗ trạng nguyên Đại Việt và được vua Minh phong danh hiệu Lưỡng Quốc Trạng Nguyên (qua các tập 50,51,52,...). Cậu là một người con hiếu thảo, biết chăm lo cho gia đình (qua tập 198 Cha của Trạng Tí). 
Ở các tập đầu, ngoại hình của Tí có phần hơi béo. Sau đó ngoại hình đã được sửa lại cho cân đối hơn. Đặc điểm dễ nhận ra ở cậu là mái tóc ba chỏm, chiếc áo thêu hình đất nước Việt Nam và hàm răng thiếu 2 chiếc vì cậu bị Ngọc Hoàng đánh gãy hai cái răng do kiếp trước không chịu đầu thai xuống trần gian (kiếp trước của cậu chính là Văn Tinh Quân trên Thiên Đình và được Ngọc Hoàng ra lệnh xuống trần gian giúp đỡ Đại Việt)

### Sửu Ẹo
Đặc điểm nổi bật là chiếc áo yếm màu vàng có thêu hoa trước ngực và chiếc váy dài màu nâu.
Bạn thân của Trạng Tí, là con của Đồ Kiết, thầy dạy của Trạng Tí. Bề ngoài là bé gái đáng yêu, nhí nhảnh và thông minh. Tuy là nữ nhi nhưng bên cạnh sự đảm đang, tháo vát cô cũng thể hiện mình là một người có chí hướng không kém các bậc nam nhi. Từng cải nam trang để thi Đình và bị phát hiện, nhưng cô đã được Trạng Tí cứu thoát (xem lại tập 26 - Bột nếp vạch tội). Cô đã học được cách làm lọng và kỹ thuật thêu của Bắc Quốc trong thời gian đi sứ (xem lại tập 54- Đôi cánh sứ thần). Cô sống rất tình cảm với mọi người, đặc biệt là trạng Tí, nhưng lại rất ghen tị khi Trạng Tí được bạn gái khác khen (xem lại tập 228 - Ngỗng-mèo đại náo).

### Dần Béo
Bạn thân của Trạng Tí. Mẹ cậu là một bà chủ quán ăn hám lợi tên Tám Tiền, còn cha là Xã Bạc, một người đàn ông nát rượu. Cậu có thân hình to béo và rất ham ăn. Ngoại hình thô kệch giống cha, cái răng của cậu được di truyền từ người cha là Xã Bạc, khuôn mặt cậu được di truyền từ người mẹ là Tám Tiền và béo giống mẹ. Chậm chạp, khờ khạo nhưng Dần Béo cũng là người rất hiểu chuyện. Đôi khi chính sự ngốc nghếch, tham ăn gây rắc rối cho công việc của Dần Béo lại ăn may giúp được Tí. Nhưng trong một số lúc (ví dụ như trong tập 47 - Cứu Tinh Dần Béo), cậu đã giúp được mọi người "không phải vì tài trí" mà là vì "đoán mò''. 

### Cả Mẹo
Bạn thân của Trạng Tí, cậu là con trai của Bá hộ Mão - một địa chủ giàu có trong làng Phan Thị - và vợ thứ ba của ông. Tuy là con nhà giàu có, cậu sống rất hòa đồng với mọi người và nhóm bạn Trạng Tí trong làng nhưng đôi lúc vẫn tỏ ra kênh kiệu và kiêu ngạo do là con nhà giàu trong làng. Tính cách lẫn khuôn mặt cậu được di truyền từ người cha là Bá hộ Mão. Cậu được Mùi Mập yêu thích và luôn bênh vực cậu (mặc dù cậu rất ghét). 

## Làng Phan Thị

### Bá hộ Mão
Bá hộ giàu có nhất làng Phan Thị. Một người luôn cậy tiền, cậy thế và không coi ai ra gì (kể cả trên công đường khi bị xử án, Bá hộ Mão còn hối lộ quan huyện và bị quan xử phạt) (Ví dụ như trong tập 185 - Lối đi bộn bạc). Ông là người cực kỳ háo sắc. Ông có ba người vợ nhưng đôi lúc còn muốn cưới thêm vợ nữa, và ông có một người con trai là Cả Mẹo. 

### Đồ Kiết
Thầy đồ duy nhất của làng Phan Thị. Cha của Sửu ẹo. Ông là một người keo kiệt, bủn xỉn và coi trọng tiền bạc, tài sản hơn cả tính mạng (Ví dụ như trong tập 86 - Té cây giải đố). Kẻ thù số một của ông là Đồ Bư. Ông đã mượn danh "Thầy của Trạng Tí" để thu hút học trò. Ông từng 9 lần trượt thi Hương, sau đó đỗ Sinh Đồ, cùng dự thi hội và thi Đình cùng khoa Quý Mùi với Tí, Dần, Mẹo. Ông có ước mơ được đỗ Trạng Nguyên. Từng bị Trạng Tí đánh trượt bài trong một kì thi vì Tí đã cắt nghĩa sai quyển thi của ông, làm ông một lần nữa đánh mất cơ hội đoạt Khôi Nguyên (xem lại tập 59 - Tấm gương đồ kiết).

### Quan huyện Sở Tại
Là một tri huyện đứng đầu hành chính của các làng xung quanh Phan Thị. Là quan phụ mẫu và rất quan tâm đến dân. Tính cách hơi nóng nảy nhưng rất chính trực, thanh liêm, biết trọng dụng nhân tài (giúp đỡ Tí ăn học). Sau nhiều lần được Tí giúp đỡ, ông dần quý mến Tí nên khi xử án bị bế tắc ông luôn nhờ Trạng Tí xử thay. 

### Lang y Từ Văn Phế
Lang y duy nhất của làng Phan Thị và là cha của Ngọ "bà chằn". Am hiểu kiến thức về y học nhưng chuyên hốt thuốc "nhầm" nên nhiều lần rơi vào tình huống "dở khóc dở cười". Sau được trạng Tí chỉ dẫn chữa bệnh bằng thuốc Nam, ông dần được dân làng tín nhiệm. Tiếng lành đồn xa, ông được hoàng thượng triệu vào cung để chữa bệnh, nhưng sau khi hoàn tất nhiệm vụ, ông cáo ốm về quê để tránh chốn quan trường phức tạp (xem lại tập 61 - Thần y thoát nạn). Tính cách lươn lẹo như bá hộ Mão, keo kiệt hơn cả Đồ Kiết và mê tiền không thua gì Tám Tiền. Do ham lợi, ông từng dừng tiệm thuốc, mở ra mĩ viện Lang Phế và bí quyết dưỡng da bằng mật ong (xem lại tập 117 - mĩ viện Lang Phế).

### Bà Tám Tiền
Mẹ của Dần Béo. Là một người đàn bà to béo và hung dữ, chủ của quán cơm Tám Tiền. Bà là người ham tiền và luôn coi tiền là trên hết.

### Ngọ "bà chằn"
Con của một lương y trong làng, rất giỏi về thuốc. Ngoại hình hơi ốm, mặt mũi hiền lành, có miệng nhọn. Ngọ rất hung dữ nên hay bị gọi là Ngọ "bà chằn".

### Tiểu Tỵ
Một chú tiểu hiền lành, tháo vát và trung thực, rất thân thiết của nhóm Trạng Tí. Tuy vậy cậu rất hay bị các "sư hổ mang" ăn hiếp và thường được đám bạn bảo vệ (Ví dụ như trong tập 36 - Sợi bấc ma thuật).

### Dậu Rách
Là một cậu bé nghèo sống cùng với người bà ốm yếu bệnh tật ở làng Phan Thị, phải đi làm thuê làm mướn để sinh nhai và kiếm tiền chạy chữa thuốc men cho bà. Rất có tài và cũng nuôi chí lớn nhưng do hoàn cảnh nên cậu không có điều kiện thuận lợi để ăn học. Về sau cậu trở thành người hay chữ có tiếng trong làng, từng được hoàng thượng tin tưởng ban cho chức quan ngự sử nhưng không được bá quan văn võ đồng ý (xem lại tập 63 - Ngự sử nhóc con). Dậu lấy đó làm động lực để phấn đấu, quyết tâm học hỏi thêm để được mọi người công nhận. Bản tính Dậu hiền lành, thật thà và hơi khờ nên hay bị Bá hộ Mão cũng như chúng bạn, đứng đầu là Cả Mẹo, chèn ép bóc lột và bắt nạt.

### Mùi Mập
Là một cô bé mập, rất dễ thương nhưng có nhiều tàn nhang trên mặt. Mùi rất khéo tay, có tài dệt lụa. Thần tượng của Mùi là Cả Mẹo. Từng là con của một gia đình hạnh phúc, nhưng một trận lũ đã chia cắt gia đình Mùi. Sau khi sống được 7 năm với cha mẹ nuôi, Mùi lần lượt và tình cờ tìm lại được cha mẹ ruột của mình. (xem lại tập 41 - Đứa con thất lạc và tập 62 - Lá đơn không chữ). Về sau Mùi sống chung với cả cha mẹ ruột và cha mẹ nuôi.

### Xã Bạc
Cha của Dần Béo - hiền lành, tốt bụng và sợ vợ. Ông từng là một người có chí hướng nhưng do nghiện rượu mà trở nên vô dụng, hay bị bà Tám đuổi ra khỏi nhà. Về sau được một nghệ nhân may giày truyền nghề nên tu chí làm ăn, được Tám Tiền công nhận (xem lại tập 155 - Đại gia Xã Bạc), ngoài ra ông còn có nhiều tài năng khác (Ví dụ như trong tập 220 - Công phu Xã Bạc)

### Đồ Bư
Thầy dạy nghề - đối thủ cạnh tranh của thầy Đồ Kiết. Ông rất ghét Đồ Kiết và luôn tìm cách trả thù ông ta. Sau khi Đồ Kiết dùng danh nghĩa Trạng Tí để thu phục học trò, Đồ Bư lâm vào cảnh lỗ vốn, phải tạm nghỉ và gọt củ năng để kiếm thêm. Ông rắp tâm trả thù Đồ Kiết bằng nhiều cách khác nhau, như lấy lòng Quan Huyện, đánh Đồ Kiết, trộm mít, và trộm heo (xem lại tập 45 - Báu vật heo nái).

### Các má của Cả Mẹo
Là 3 bà vợ của Bá hộ Mão; trong đó, bà vợ thứ 3 là mẹ ruột của Cả Mẹo. Ba bà luôn tìm cách phá đám khi Bá hộ Mão hẹn hò với một cô gái nào đó nên ba bà thường xuyên xích mích và cãi nhau với Bá hộ Mão. 

### Sư cụ trụ trì
Sư trụ trì của ngôi chùa trong làng nơi Tiểu Tỵ đang tu hành. Rất thương Tiểu Tỵ. 

### Cô Hai Hậu
Mẹ của Trạng Tí. Là một người phụ nữ còn rất trẻ, nhà nghèo, không chồng mà sinh ra Tí. Cô là người nhân hậu và tốt bụng, tính tình hiền lành, thương con, biết lẽ phải.

### Bác Ba Mập
Là cha của Mùi Mập. Ông được cứu thoát bởi Bá hộ Hành - một tên bá hộ tham lam ở một huyện vùng biên ải. Do mất trí nhớ, không thể nói hoặc viết nên Bác Ba Mập đành chấp nhận làm người hầu cho hắn suốt 7 năm, với tổng số tiền Bá hộ Hành thiếu nợ ông lên đến 1200 lạng bạc. Sau, nhờ Trạng Tí mà ông được trở về gia đình, với công việc đúc đồng và hiện là tay đúc đồng cừ khôi của làng Phan Thị (xem lại tập 80 - Thỉnh lủng đại chung).

### Phó Lương
Là một họa sĩ có tài trong làng. Tuy vẽ rất đẹp nhưng ông lại là người "nghèo rớt mồng tơi". Sau khi đi sứ về, Trạng Tí đã dạy ông cách in mộc bản để bán cho dân làng với giá rẻ. Ông được danh họa Y Như Thiệt của Bắc Quốc tôn làm sư phụ vì nghệ thuật vẽ tranh kiểu mới của mình (xem lại tập 57 - Bức họa vĩ nhân và tập 85 - Độ chiêu tranh ịn).

### Bà nội Cả Mẹo
Là mẹ ruột của Bá hộ Mão. Già yếu và phải ngồi xe lăn nhưng đầu óc rất tỉnh táo, sáng suốt. Bà rất quý Tí và luôn muốn Mẹo học hỏi được Tí.

### Cô Ba của Cả Mẹo
Là em ruột của Bá hộ Mão. Rất tham tiền và chợ búa. Xuất hiện lần đầu trong tập 17 - Trận chiến gia tài.

### Trưởng làng Phan Thị
Là ông lão râu bạc, xuất thân nhà nông, đóng vai trò hương chức trong làng xã thời phong kiến, là người đại diện của làng khi nhận các thánh lệnh. Xuất hiện nhiều trong tập 42 - Ngôi làng xấu tính, ở các cảnh khác chỉ xuất hiện lác đác với vai trò trưởng làng (ví dụ trong tập 90 - siêu mẫu sâm cầm hoặc tập 34 - Dê đực có chửa)

## Các nhân vật trên tỉnh

### Gia đình Quan phủ
Là cấp trên của Quan huyện sở tại và bà quan phủ là chị họ của Quan huyện. Trong tập 41: Đứa con thất lạc, bà đã nhận nhầm Mùi Mập là con của mình.

### Đào Hát
Là một cô nàng đào hát tham tiền, nhan sắc diễm lệ, cao sang quyền quý, người khiến Bá hộ Mão mê mẩn đến nỗi ông muốn rước ả về làm vợ. Nhưng Trạng Tí đã dùng kế phá hỏng mối tình của 2 người trong tập 12: Bạn gái Bá hộ. Sang tập 38, Mão vẫn lui tới với Đào Hát, bị Trạng Tí chọc phá và bị quan xử tội.

### Tổng Hợi
Chồng của Đào Hát..Trong tập 38 Cái tủ biết nói, vì Đào Hát mê của cải mà lấy Tổng Hợi. Sau đó, Tổng Hợi làm ăn bết bát, bê tha rượu chè dẫn đến việc Bá hộ Mão dễ dàng lộng hành.

### Hàn Sinh
Xuất hiện đầu tiên trong tập 43: Căn nhà không chân. Là anh họ của Sửu "ẹo", anh rất ham học nhưng nhà nghèo, lại "ốm nhách", thiếu nợ 100 lạng bạc của Bá hộ Mão nên ông luôn tìm cách trả thù. Cuối cùng, Bá hộ Mão phải mua căn nhà với giá gấp 15 lần giá ông mặc định và Hàn Sinh lên thành để sinh sống. Sau này Hàn Sinh không đỗ trạng nên về huyện làm thầy đồ.

### Thuế quan
Chức quan phụ trách việc đê điều, thu thuế của phủ. Đây là tượng nhân vật chung của giới quan lại cao cấp của triều đình bổ nhiệm, không cố định một người. Đặc thù của chức quan này là rất tham lam, tàn nhẫn và nhũng nhiễu dân lành, nhưng không bị triệt hoàn toàn, cứ cách chức người này thì người kia ngoi lên tiếp tục lộng hành.

## Làng Đỗ Thị

### Thằng Béo
Một tên côn đồ, chỉ biết ăn rồi ẻ. Rất ghét nhóm Trạng Tí, đặc biệt là Dần Béo vì cậu hay qua lại với cái Nụ - người thầm thương của Mập. Rất sợ ba mẹ và Mùi Mập.

### Trưởng làng
Là một người gian xảo. Rất hay chơi xấu làng Phan Thị và nhóm của Trạng Tí (Ví dụ trong 42 - Ngôi làng xấu tính).

## Kinh Thành Thăng Long

### Vua Đại Việt
Một vị vua luôn quan tâm đến nước và dân, vui tính, hay nổi nóng. Ông có nhược điểm không chính kiến, hay nghe theo lời "xúi bậy" của Tể Tướng,... (nên có người gọi ông là "Vua ba phải"). Ông rất nuông chiều Tào Phi và công chúa Phương Thìn (sợ nhất là mỗi khi công chúa khóc và giận, không chịu ăn cơm).

### Công chúa Phương Thìn
Cô là con gái duy nhất của vua Đại Việt. Tính tình của công chúa hơi ngang bướng và cô rất mến mộ Trạng Tí khiến bạn của Tí là Sửu ẹo rất ghen tị. 

### Tể tướng Tào Hống
Luôn ghen ghét Trạng Tí vì cậu được nhà vua sủng ái hơn mình và người luôn phá vỡ nhiều âm mưu của ông. Ỷ việc mình là cha của Tào Phi nên ông luôn lộng hành, nâng đỡ thân thích của mình, và sử dụng tự do tiền trong ngân khố triều đình. Ông cũng là người hèn nhát, thâm hiểm, và gió chiều nào che chiều đó. Trong tập 68 - Ngôi thành bỏ hoang, ông cùng với hai người con và gia quyến, ông đã xin hàng khi quân Bắc quốc tiến về thành Thăng Long. 

### Tào Phi
Con của Tào Hống và cũng là ái phi của vua, rất được sủng ái. Cô cũng lộng hành không kém gì cha mình. Từng nuôi một con mèo tên là Miu Đại Gia. Chuyên gia mua thiếu các cửa tiệm trong kinh thành cũng như xài tiền quá tay đến nỗi nợ quốc khố 92 vạn lượng (xem lại tập 56 - Con mèo vương giả và tập 88 - Lễ hôi nhớ đời).

### Tào Hách
Em trai của Tào Phi. Là một kẻ xấu trai, bẩn tính, cực kỳ háo sắc. Cậu rất ham chơi, thường xuyên lui tới các tửu điểm, hát xướng, cũng như các trò cờ bạc. Tào Hách cũng từng xô xát với các đám thảo khấu bên ngoài thành. Từng có hôn ước với Hạnh Nguyên nhưng đã xé bỏ sau khi cậu lầm tưởng cô đã chết (xem lại tập 37 - Quan tòa sát nhân).

### Nam Thiện Vương Lê Phúc
Là một vị đại thần chính trực. Ông rất ghét Tào Hống và luôn chống đối ông ta trong triều. Với Trạng Tí thì ngược lại, ông luôn bênh vực cậu.

### Thái giám Đại Tổng Quản
Là một tay chân của Tào Hống, thường bị Nhà Vua sai vặt. Tính tình nhỏ mọn, thường không ưa Trạng Tí. Trong tập 166 - Voi gạo giải án, ông đã từng trả thù tên Lê Chuẩn nhưng bị Trạng Tí ngăn cản. 

### Dương Bá Tuất
Là hộ vệ quan và võ sĩ trạng nguyên của Đại Việt, có võ nghệ tinh thông cao cường và đã có công lớn trong cuộc chiến với Bắc quốc. Là một chàng trai khỏe mạnh, to lớn, cao ráo, khôi ngô tuấn tú, thân hình cường trang, tốt bụng & được rất nhiều người yêu thương tôn trọng quý mến cũng như được tất cả các cô gái ngưỡng mộ và đem lòng thầm yêu thương trộm nhớ. Là vị anh hùng cứu tinh nghĩa hiệp của dân lành & những con người yếu thế. Anh luôn xuất hiện đúng lúc và kịp thời khi dân lành gặp hoạn nạn khó khăn cũng như những con người yếu thế bị bắt nạn. Anh là đối tượng mà Tào Phi say mê. Anh cũng là bạn thân và cũng như một người anh trai lớn của Tí, Sửu, Dần, Mẹo & những nhân vật nhỏ chính diện khác, thường xuyên xuất hiện đúng lúc và giúp đỡ khi họ cần. Giống như Trạng Tí, anh cũng là người theo phe chính nghĩa, luôn đứng lên bênh vực và bảo vệ cho công lí, thẳng tay tiêu diệt và trừng trị những kẻ xấu xa tham lam tàn ác chuyên ức hiếp dân lành. Kiếp trước anh và Trạng Tí là bạn thân của nhau trên thiên đình.

## Bắc quốc (triều Minh)

### Hoàng đế Bắc quốc - Đại Minh Hoàng Đế
Là một vị vua không hiếu chiến mà rất hiểu lý lẽ, lại coi trọng nhân tài. Vì vậy, ông rất mến mộ Trạng Tí và nhiều lần muốn thu phục cậu nhưng thất bại.

### Thừa tướng Vương Đại Gian
Thừa tướng Bắc quốc và là người quyền lực thứ hai trong triều đình chỉ sau nhà vua, ông ghét Trạng Tí không kém gì Tể tướng Tào Hống ở Đại Việt và luôn muốn hãm hại cậu. Ông ta cũng chính là người luôn xúi giục vua Minh đem quân xâm lược Đại Việt.

### Công chúa Thiên Thân
Giống như công chúa Phương Thìn, cô là con gái của vua Minh. Cô thông minh và tài giỏi, nhất là việc chơi cờ. Cô luôn can gián vua cha khi ông có ý định xâm chiếm Đại Việt. Cô cũng rất mến mộ tài năng của Trạng Tí sau khi chơi thua ván cờ với cậu.

### Thượng quan A Lìn
Là đệ tử của Vương Đại Gian. Ông đã một lần làm sứ giả sang thăm Đại Việt. Khi ở đó, ông đã tôn Dần Béo làm sư phụ thứ hai của mình do cậu giải được hết những câu đố của ông, trong khi Trạng Tí thì bị bệnh.

### Thái tử Thiên Hợi
Là con trai vua Minh. Cậu có thân hình mập mạp giống vua cha và thường xuyên nổi giận ra uy thiên triều. 

### Công tử Vương Đại Xảo
Con trai Thừa tướng Vương Đại Gian, tính cách gian xảo mưu mô giống y hệt người cha, từng đi sứ Đại Việt trong tập 119: Sứ giả đêm trăng.

### Đại soái Chu Bá
Em trai Hoàng đế, là nguyên soái trong cuộc xâm lược Đại Việt nhưng bị bại trận, phải chui ống đồng về nước, nhân vật này được xây dựng dựa trên nhân vật lịch sử Thoát Hoan của nhà Nguyên.

### Phó soái Lý Long
Xuất hiện lần đầu tiên ở tập 49 (Tung hoành đất Bắc), là người đã cứu nhóm sứ giả sang triều cống nhà Minh (trong đó có Tí, Sửu, Dần, Mẹo và Bá Tuất) khỏi bọn cướp. Rất mến mộ nhóm Trạng Tí nhưng vì lệnh của Hoàng đế và Thừa tướng Vương Đại Gian nên phải ra tay giết Trạng Tí nhưng bất thành. Là Phó Soái của cuộc xâm lược Đại Việt. Lý Long là người có võ công cực giỏi không thua kém gì Dương Bá Tuất, lại rất tài trí và nhiều kinh nghiệm chiến trận. Đặc biệt thích ăn bánh trôi hấp của Sửu ẹo.

### Đại Ngự Y
Chuyên gia về độc dược, người đã chế ra loại thuốc độc nhằm hãm hại Tí ở tập 78 (Âm mưu độc dược).

### Đảng cướp Ma Lâm
Là một băng đảng chuyên cướp các loại hàng cao cấp. Có một đàn em là tàn dư của băng cướp rừng xanh ở Đại Việt. Băng đảng này hoạt động ở vùng rừng núi Sơn Tây, Trung Hoa và đã cướp được nhiều vàng bạc châu báu của đoàn sứ bộ Đại Việt, bắt sống luôn cả Tí, Sửu, Dần, Mẹo, Dương Bá Tuất nhưng rất may là được Phó Soái Lý Long giải cứu kịp thời.

## Các nhân vật khác

### Trịnh Mật
Là tộc trưởng người Man ở vùng núi Đà Giang. Ông xuất hiện ở tập 66: Chiếc mũi thu phục. Ông đã tập hợp những người Man đơn phương ly khai khỏi lãnh thổ Đại Việt và lập nước tự trị, ngay trong giai đoạn cả nước đang đoàn kết chống giặc Minh. Để tránh hao tổn quân lực, Trạng Tí đã học ngôn ngữ, cách ăn, uống của người Man để cho Trịnh Mật tin rằng người Việt và người Man đều là anh em và truyền lệnh bãi binh (trong tập 66 - Chiếc mũi thu phục). Đến tập 70 - Trận chiến phản công, bộ tộc của Trịnh mật đã liên kết với Cả Mẹo để phục kích quân Thiên Triều xâm lược tháo chạy ở vùng biên ải.

### Cả Voi
Sống ở làng sát bên làng Phan Thị (tức làng Cả Thị). Tính tình thật thà, ngoại hình vạm vỡ, giỏi võ, nhưng cực kỳ sợ vợ. Xuất hiện lần đầu trong tập 30 - Trò xiếc kinh hoàng, và một số ít lần khác trong vài tập sau này. Chính thức trở thành nhân vật trung tâm của tập 128 - Cả Voi sợ vợ, là người dạy Dần Béo mấy chiêu thức võ thuật, được Tí tiến cử đi thi võ trạng.

### Tiểu vương Chế Mén
Hoàng tử nước Chămpa, xuất hiện lần đầu trong tập 89: Đấu Trí Tiểu Vương, đặc biệt, cậu đem lòng yêu mến công chúa Phương Thìn.

### Căng-da-ra-coi
Sứ giả nước Chămpa, tên của nhân vật này được cách điệu theo hướng hài hước.

### An Son Jong – "Ăn Xong Dông"
Sứ thần nước Cao Ly, xuất hiện trong tập 50: Thuốc viên giao hảo và 142: Thần Đồng săn rồng (ngoại truyện: Cao Ly phiêu lưu ký). Là người có ngoại hình sáng sủa, tính cách tốt bụng nhưng lại có phần kiêu ngạo, tự luyến. Ông so tài văn thơ với Trạng Tí trước vua Minh và triều đình Bắc quốc khi cả hai cùng đi sứ. Tương tự như Căng-Da-Ra-Coi, tên gọi của nhân vật này cũng được cách điệu hóa.

### "Ôzamu...Moto"
Sứ thần nước Phù Tang (Nhật Bản), sở hữu cái tên siêu dài với đầy đủ là "Ôzamu Gôshô Akira Takehiko Fujikô Tezuka Aoyama Enoue Fujio Toriyama Moto", ông có tài năng đặc biệt về hội họa, xuất hiện trong tập 148: Chân dung cao tổ. Tên gọi của nhân vật này được ghép từ nhiều tác giả truyện tranh Nhật Bản nổi tiếng như Aoyama Gōshō hay Fujiko Fujio.